# Abd an-Nabi Abd al-Aziz Muhammad
Abd an-Nabi Abd al-Aziz Muhammad (arab. عبدالنبي عبدالعزيز محمد) – egipski zapaśnik walczący w stylu klasycznym. Mistrz Afryki w 1969 roku.